# Grant Gustin
Thomas Grant Gustin (* 14. ledna 1990, Norfolk, Virginie, Spojené státy americké) je americký divadelní a televizní herec a zpěvák. Mezi jeho nejznámější role patří Barry Allen v seriálu Flash a také Sebastian Smythe v seriálu Glee.

## Životopis
Během středoškolského studia navštěvoval program na Governor School for the Arts v Norfolku ve Virginii pro muzikálové divadlo. V roce 2008 absolvoval Granby High School a začal navštěvovat BFA Music Theatre Program na Elon University v Severní Karolíně po dva roky. Opustil školu, aby mohl vzít roli Baby Johna v broadwayském revival turné muzikálu West Side Story a vystupoval od premiéry, která se konala 30. září 2010 až do 23. září 2011.
Dne 8. listopadu 2011 se poprvé objevil v hudebním televizním seriálu Glee jako Sebastian Smythe, otevřeně homosexuální student na Dalton Academy a později i hlavní zpěvák konkurenčního sboru The Warblers (Slavíci). Grant vyhrál roli po „vyčerpávajícím a dlouhé týdny trvajícím castingu“. Jeho postava, Sebastian, je popisována jako „promiskuitní“ a „intrikán“. S natáčením začal v pondělí 26. září, pár dní poté, co odehrál poslední představení West Side Story.
Na konci května 2012 začal natáčet televizní film Mateřský instinkt, určený pro televizní stanici Lifetime. V tomto projektu s ním účinkují i herečky Annabeth Gish a Jessica Lowndes a natáčí se v Kanadě.
Dne 11. července 2012 bylo oznámeno, že si zahraje hlavní roli v indie filmu s názvem Affluenza. Dne 13. září 2013 bylo oznámeno, že se bude objevovat v roli Barryho Allena v druhé řadě seriálu Arrow.  Původně se měl objevit jen ve třech dílech a ta poslední měla sloužit jako příprava pro potenciální spin-off seriálu Flash. Namísto byl díl použit jako samotný pilot, nazvaný The Flash. Díky velké úspěšnosti u diváků byla natočena celá řada. Dne 11. března 2016 získal seriál třetí řadu. Gustin si tutéž roli také zopakoval v dílu seriálu Supergirl. 30. března 2016 bylo oznámeno, že si zahraje ve filmu Krystal.

## Osobní život
V lednu 2016 začal chodit s Andreou Thoma. Dvojice oznámila své zasnoubení 29. dubna roku 2017. Pár se vzal dne 15. prosince 2018. Narodila se jim také holčička Juniper Grace Louise

## Filmografie

### Film
| Rok           | Název                                       | Role                   | Poznámky            |
| ------------- | ------------------------------------------- | ---------------------- | ------------------- |
| 2003          | Kid Fitness Jungle Adventure Exercise Video | dítě ve fitness centru |                     |
| 2014          | Affluenza                                   | Todd Goodman           |                     |
| 2017          | Krystal                                     | Campbell               |                     |
| 2018          | Tom and Grant                               | Tom                    | krátkometrážní film |
| 2022          | Ruby záchranářka                            | Dan                    |                     |
| bude oznámeno | Operation Blue Eyes                         | Barry Keenan           |                     |

### Televize
| Rok       | Název pořadu         | Role                        | Poznámky                                   |
| --------- | -------------------- | --------------------------- | ------------------------------------------ |
| 2006      | Strašení             | Přítel Stacy                | díl: „Hungry Ghosts“                       |
| 2011–2013 | Glee                 | Sebastian Smythe            | vedlejší role, 7 dílů                      |
| 2012      | Kriminálka Miami     | Scott Ferris / Trent Burton | díl: „Dárce“                               |
| 2012      | The Glee Project     | Sám sebe/Porotce            | 2 díly                                     |
| 2012      | Mateřský instinkt    | Chris Stewart               | televizní film                             |
| 2013      | 90210: Nová generace | Campbell Price              | vedlejší role, 8 dílů                      |
| 2013–2020 | Arrow                | Barry Allen / The Flash     | vedlejší role, 12 dílů                     |
| 2014–2023 | The Flash            | Barry Allen / The Flash     | hlavní role                                |
| 2016–2019 | Supergirl            | Barry Allen / The Flash     | 5 dílů                                     |
| 2016–2020 | Legends of Tomorrow  | Barry Allen / The Flash     | 4 díly                                     |
| 2019      | Batwoman             | Barry Allen / The Flash     | díl: „Crisis on Infinite Earths: Part Two“ |

### Internetové pořady
| Rok       | Název                            | Role                           | Poznámky              |
| --------- | -------------------------------- | ------------------------------ | --------------------- |
| 2008      | NASA's Kids Science News Network | sám sebe                       | sděloval fakta o NASA |
| 2015–2016 | Vixen                            | Barry Allen / The Flash (hlas) | 8 dílů                |

### Divadlo
| Rok       | Název hry       | Role      | Poznámky                  |
| --------- | --------------- | --------- | ------------------------- |
| 2010–2011 | West Side Story | Baby John | Broadwayské revival turné |

## Ocenění a nominace
| Rok  | Ocenění               | Kategorie                                             | Práce     | Výsledek  |
| ---- | --------------------- | ----------------------------------------------------- | --------- | --------- |
| 2015 | Kids' Choice Awards   | nejoblíbenější televizní herec                        | The Flash | nominace  |
| 2015 | Teen Choice Awards    | objev roku: televize                                  | The Flash | vítězství |
| 2015 | Teen Choice Awards    | nejlepší televizní chemie (sdíleno s Candice Patton)  | The Flash | nominace  |
| 2015 | Teen Choice Awards    | nejlepší televizní polibek (sdíleno s Candice Patton) | The Flash | nominace  |
| 2015 | Cena Saturn           | objev roku                                            | The Flash | vítězství |
| 2015 | Cena Saturn           | nejlepší televizní herec                              | The Flash | nominace  |
| 2016 | Kids' Choice Awards   | nejlepší televizní herec: rodinná show                | The Flash | nominace  |
| 2016 | Teen Choice Awards    | nejlepší televizní herec: fantasy/sci-fi              | The Flash | vítězství |
| 2016 | Teen Choice Awards    | nejlepší televizní chemie (sdíleno s Candice Patton)  | The Flash | nominace  |
| 2016 | Teen Choice Awards    | nejlepší televizní polibek (sdíleno s Candice Patton) | The Flash | nominace  |
| 2016 | Cena Saturn           | nejlepší televizní herec                              | The Flash | nominace  |
| 2017 | MTV Movie & TV Awards | nejlepší superhrdina                                  | The Flash | nominace  |
| 2017 | Cena Saturn           | nejlepší televizní herec                              | The Flash | nominace  |
| 2017 | Teen Choice Awards    | nejlepší televizní herec                              | The Flash | vítězství |
| 2017 | Teen Choice Awards    | nejlepší televizní zloduch                            | The Flash | nominace  |
| 2018 | Kids' Choice Awards   | nejlepší televizní herec                              | The Flash | nominace  |
| 2018 | MTV Movie & TV Awards | nejlepší superhrdina                                  | The Flash | nominace  |
| 2018 | Teen Choice Awards    | nejlepší televizní herec                              | The Flash | vítězství |
| 2018 | Teen Choice Awards    | nejlepší televizní pár (sdíleno s Candice Patton)     | The Flash | nominace  |
| 2018 | Teen Choice Awards    | nejvíce sexy muž                                      | The Flash | nominace  |